# 잔니 로다리

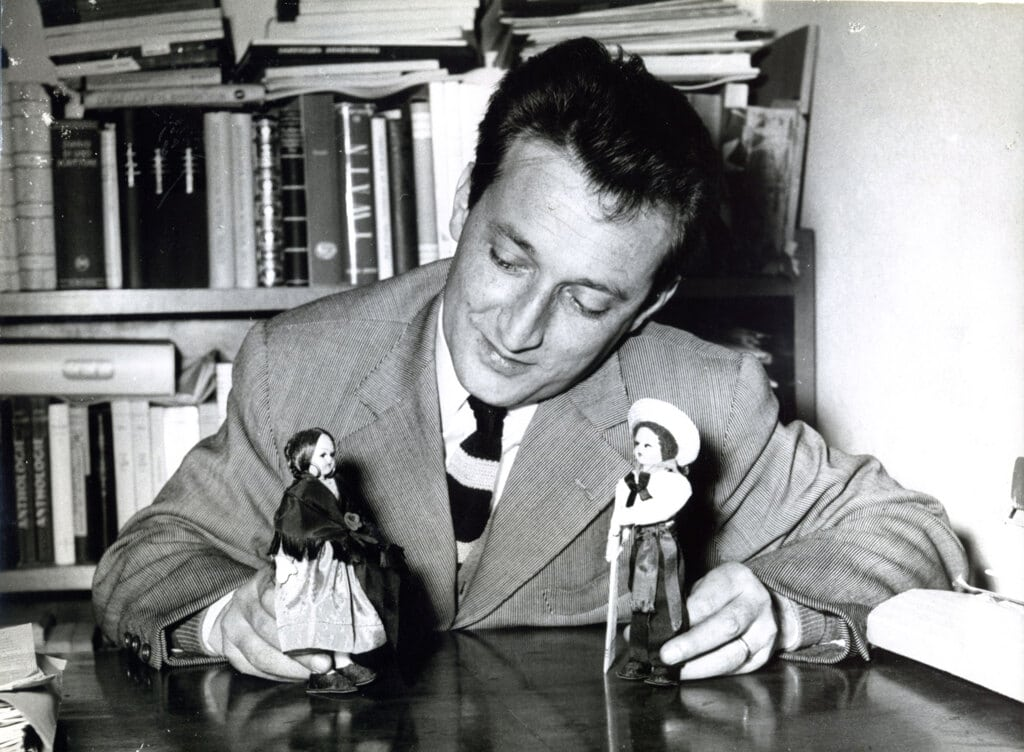
1950년대 모습

잔니 로다리(Gianni Rodari, 본명: Giovanni Francesco "Gianni" Rodari, 이탈리아어 발음: [ˈdʒanni roˈdaːri], 1920년 10월 23일 ~ 1980년 4월 14일)는 이탈리아의 작가이자 언론인으로, 특히 치폴리노의 소설(Il romanzo di Cipollino) 등의 아동 문학 작품으로 유명했다. 아동 작가로서의 지속적인 공헌으로 그는 1970년에 2년마다 한스 크리스티안 안데르센 메달(Hans Christian Andersen Medal)을 받았다. 그는 이탈리아에서 가장 중요한 20세기 아동 작가로 간주되며 그의 책은 영어로 출판된 책은 거의 없지만 여러 언어로 번역되었다.

## 같이 보기
- 2703 로다리